# Tremor

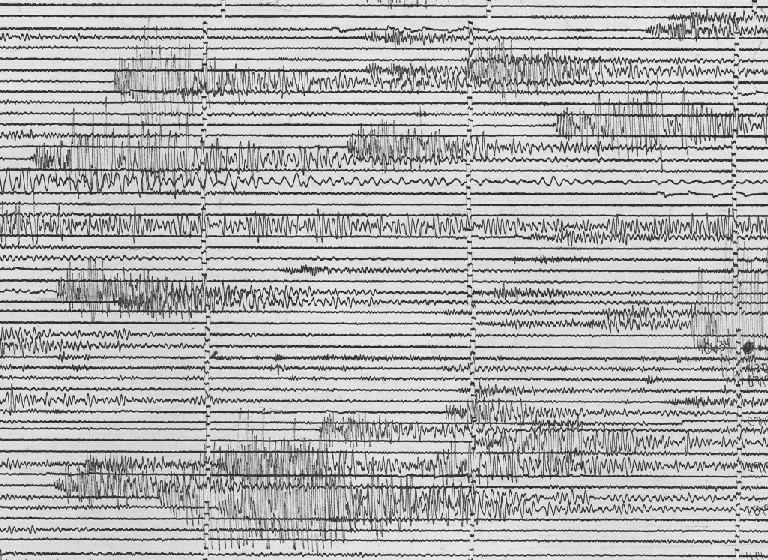
Registre sismogràfic d'un tremor harmònic.

Un tremor volcànic és un tipus de terratrèmol normalment associat a una erupció volcànica, es tracta, a diferència dels terratrèmols d'origen tectònic d'un tipus de terratrèmol causat pel moviment del magma. Aquests tipus de vibracions característiques es produeixen pel fregament del magma amb les parets de la cambra magmàtica o al conducte de sortida o per explosions de les bosses de gas o els cops dels blocs sòlids arrencats i arrossegats en l'ascens contra les parets de la xemeneia volcànica. La poca energia involucrada, fa que quan es registra un tremor sol correspondre a un moviment de magma proper a la superfície i, per tant, pot ser precursor del començament d'una erupció volcànica.

## Detecció i identificació
La poca energia que s'empra a produir les vibracions, comparada amb la d'un sisme de naturalesa tectònica, fa que els tremors siguin imperceptibles per a les persones, pel que la seva caracterització es fa mitjançant el  registre d'un sismòmetre. El registre presenta un senyal continu, que pot durar diversos dies, segons la rapidesa en l'ascens del magma, de baixa freqüència, d'1 a 5 Hz, generalment entre 2 i 3 Hz,
d'amplitud bastant constant, però podeu etapes diferenciades.

## Tipus
El tremor harmònic és un tipus de tremor volcànic que descriu un alliberament d'energia sísmica de llarga durada, amb unes línies espectrals (harmòniques) diferenciades i que solen precedir o acompanyar una erupció volcànica. És molt constant en amplitud i freqüència, mentre que el tremor espasmòdic té un senyal més irregular, amb polsos de freqüència o amplitud grans.